# Bulle Ogier
Bulle Ogier (geboren als: Marie-France Thielland) (Boulogne-Billancourt, 9 augustus 1939) is een Frans actrice en scenarioschrijver.

## Biografie
Ogier is de dochter van ouders, een advocaat en een schilder, die scheidden kort na haar geboorte. Ze werd opgevoed door haar moeder en nam als artiestennaam de achternaam van haar moeder aan. Op haar achttiende werd ze zwanger van Pascale Ogier. Ze ging werken bij Coco Chanel. Begin jaren 1960 leidde een ontmoeting met regisseur en scenarioschrijver Marc'O ertoe dat ze ging acteren. Bulle Ogier is getrouwd met de regisseur Barbet Schroeder.

## Filmografie (selectie)
- L'Amour fou (1969) – Claire
- Paulina s'en va (1969) – Paulina

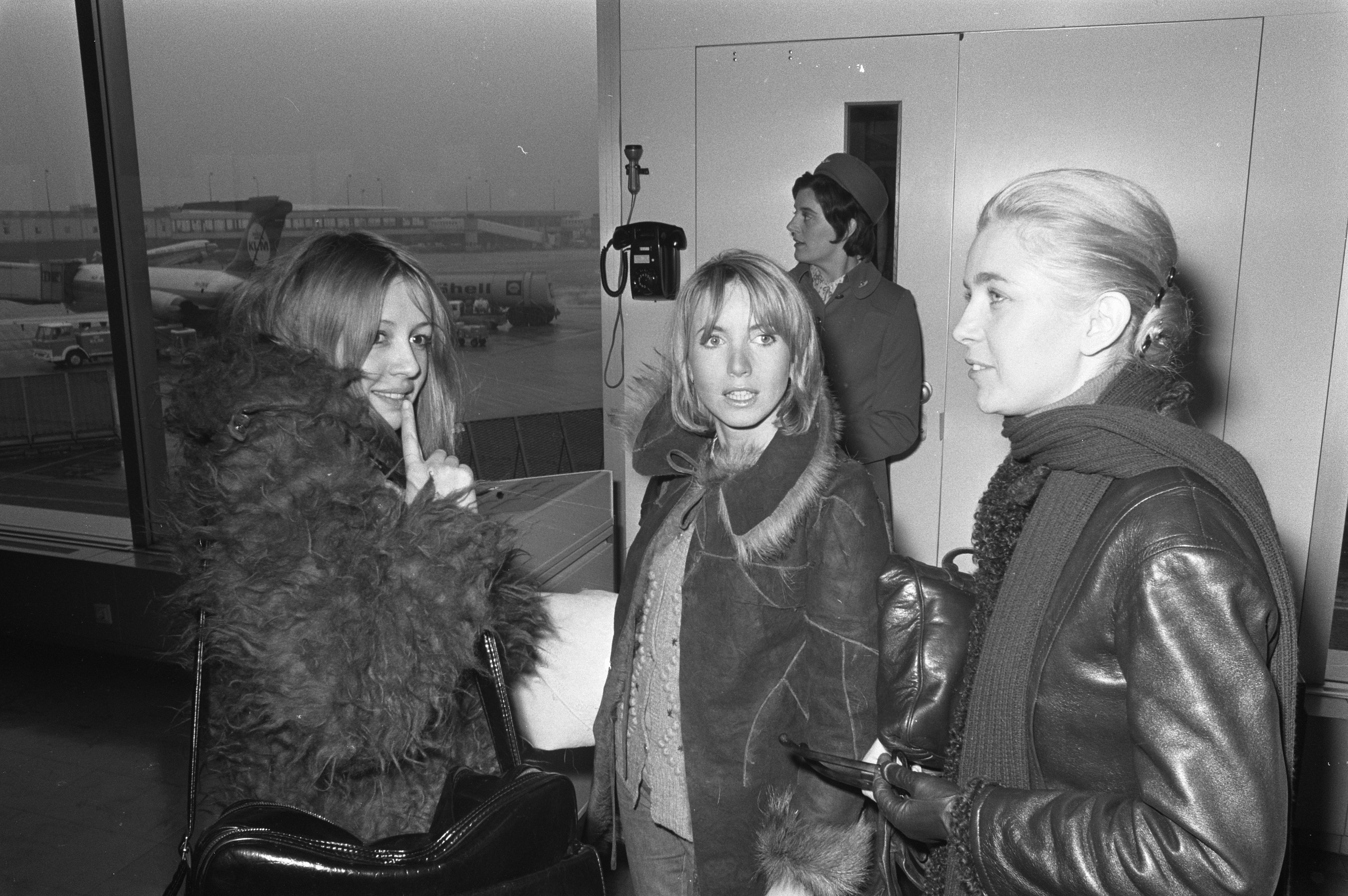
Juliet Berto, Bulle Ogier en Marie Dubois op de luchthaven Schiphol in 1972

- Out 1: Noli me tangere (1970) – Pauline/Emilie
- Rendez-vous à Bray (1971) – Odile
- La Salamandre (1971) – Rosemonde
- La Vallée (1972) – Vivian
- Le charme discret de la bourgeoisie (1972) – Florence
- Io e lui (1973) – Irene
- Projection privée (1973) - Camille
- La Paloma (1974) – moeder van Isidore
- Céline et Julie vont en bateau (1974) – Camille
- Un divorce heureux (1975) – Marguerite
- Maîtresse (1975) – Ariane
- Duelle (1976) – Viva
- Sérail (1976) - Ariane
- Die dritte Generation (1979) – Hilde Krieger
- Le Pont du Nord (1981) – Marie
- Tricheurs (1984) – Suzie
- Aspern (1985) – Mlle Tita
- Mon cas (1986) – actrice n° 1
- Candy Mountain (1987) – Cornelia
- Das weite Land (1987) – Genia
- La Bande des quatre (1988) – Constance
- Nord (1991) – moeder
- Regarde les hommes tomber (1994) - Louise
- N'oublie pas que tu vas mourir (1995) – moeder van Benoît
- Irma Vep (film) (1996) – Mireille
- Au cœur du mensonge (1999) – Évelyne Bordier
- Vénus Beauté (institut) (1999) – Nadine
- La Confusion des genres (2000) – moeder van Laurence
- Deux (2002) – Anna
- Toutes ces belles promesses (2003) – Béatrice
- Merci Docteur Rey (2002) – Claude Sabrié
- Bord de mer (2002) – Rose
- Gentille (2005) – Angèle
- Belle Toujours (2006) – Séverine Serizy
- Ne touchez pas la hache (2007) – Prinses van Blamont-Chauvry
- Faut que ça danse! (2007) – Geneviève Bellinsky
- Passe-passe (2008) – Madeleine
- Les petits ruisseaux (2010) – Lucie
- Chantrapas (2010) – Catherine
- Boomerang – (2015) – Blanche Rey
- Encore heureux (2015) – Louise